# Улаганское сельское поселение
Улаганское се́льское поселе́ние — муниципальное образование в Улаганском муниципальном районе Республики Алтай Российской Федерации.
Административный центр — село Улаган.

## История
Статус и границы сельского поселения установлены Законом Республики Алтай от 13 января 2005 года № 10-РЗ «Об образовании муниципальных образований, наделении соответствующим статусом и установлении их границ».

## Население
| 2010  | 2011  | 2012  | 2013  | 2014  | 2015  | 2016  | 2017  | 2018  |
| ----- | ----- | ----- | ----- | ----- | ----- | ----- | ----- | ----- |
| 3222  | ↗3226 | ↗3270 | ↗3346 | ↗3441 | ↗3465 | ↗3516 | ↗3640 | ↗3771 |
| 2019  | 2020  | 2021  |       |       |       |       |       |       |
| ↗3844 | ↗3936 | ↗4203 |       |       |       |       |       |       |

## Состав сельского поселения
| № | Населённый пункт | Тип населённого пункта       | Население |
| - | ---------------- | ---------------------------- | --------- |
| 1 | Улаган           | село, административный центр | ↗4203     |